# Hollenstein an der Ybbs
Hollenstein an der Ybbs osztrák község Alsó-Ausztria Amstetteni járásában. 2023 januárjában 1692 lakosa volt. 

## Elhelyezkedése

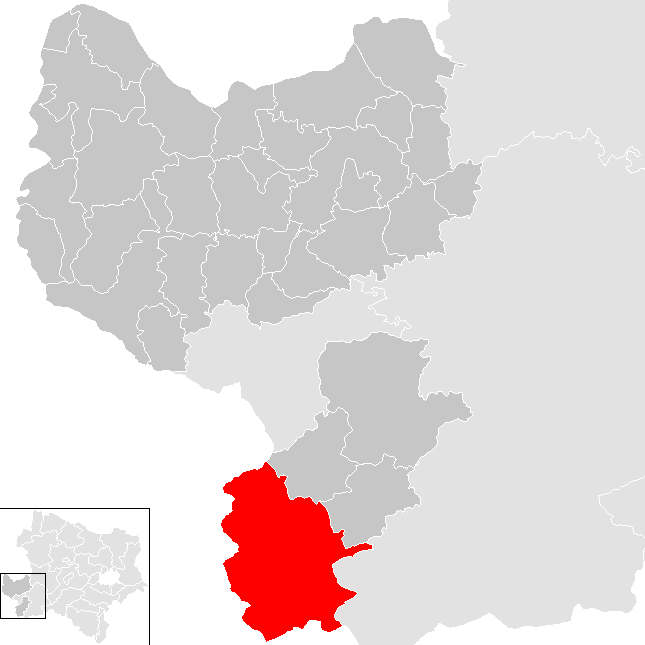
Hollenstein an der Ybbs az Amstetteni járásban

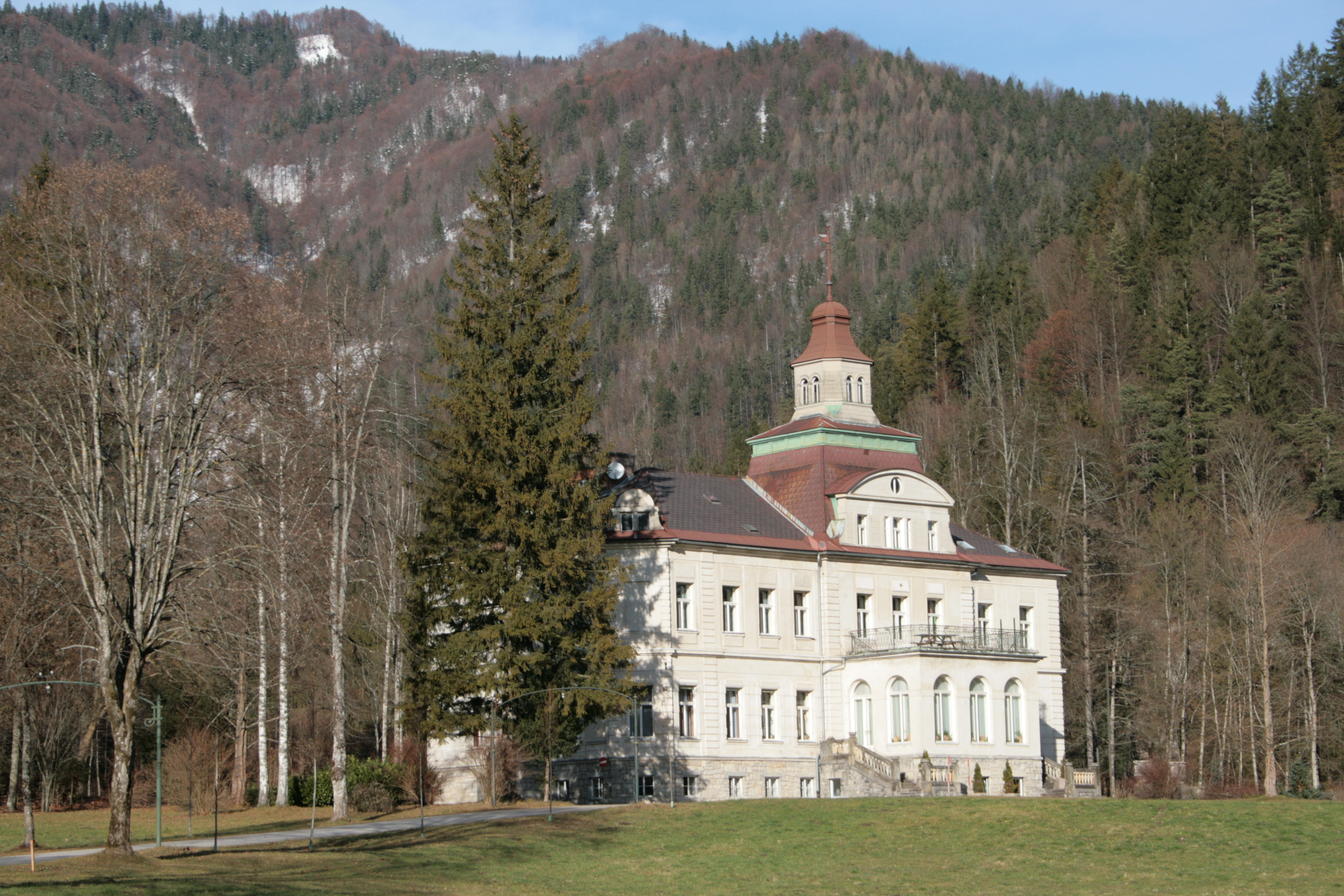
A hohenleheni kastély

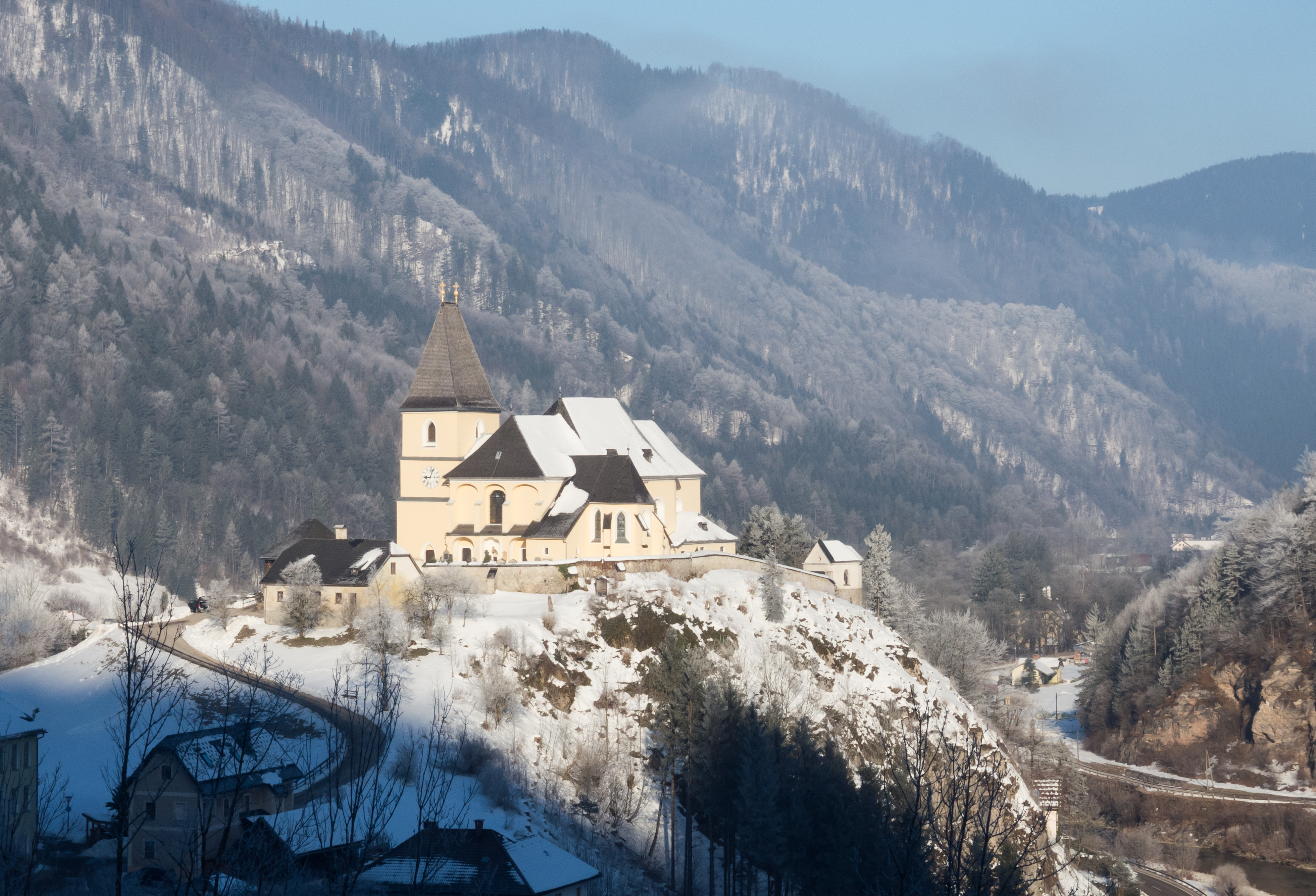
A Keresztelő Szt. János és Szt. Miklós-plébániatemplom

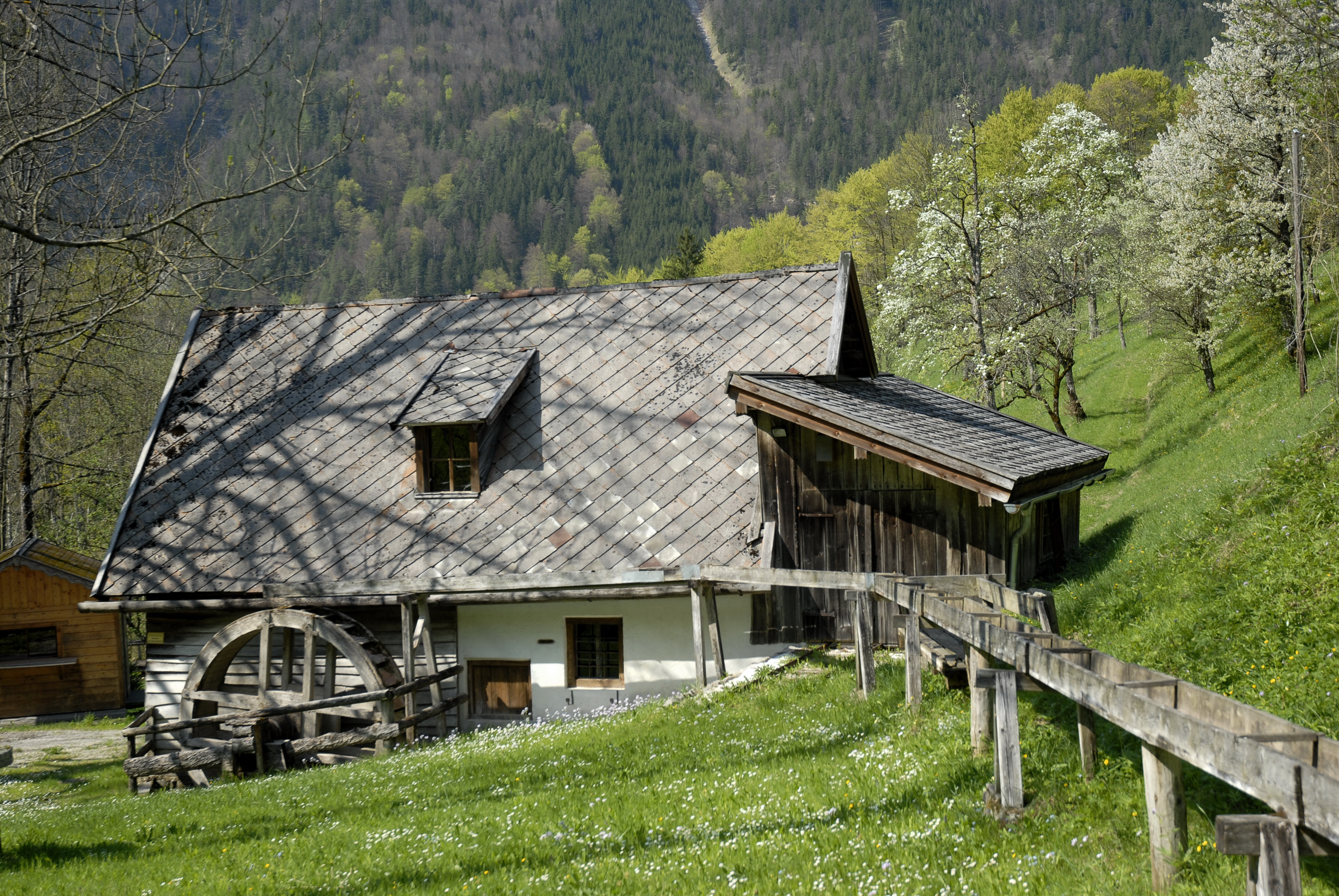
Vízimalom

Hollenstein an der Ybbs a tartomány Mostviertel régiójában fekszik Alsó-Ausztria, Felső-Ausztria és Stájerország tartományok hármashatáránál az Ybbstali-Alpokban, az Ybbs és Hammerbach folyók találkozásánál. Az Eisenwurzen történelmi tájegység része. Területének 86,5%-a erdő, 9,5% áll mezőgazdasági művelés alatt. Az önkormányzat 14 települést egyesít: Berg (44 lakos 2023-ban), Dornleiten (294), Garnberg (10), Grießau (4), Hohenlehen (23), Hollenstein an der Ybbs (555), Krenngraben (170), Oberkirchen (40), Oisberg (29), Sattel (38), Thalbauer (39), Thomasberg (80), Walcherbauer (278) és Wenten (88).
A környező önkormányzatok: északkeletre Opponitz és Sankt Georgen am Reith, délre Landl (Stájerország), délnyugatra Altenmarkt bei Sankt Gallen (Stájerország), északnyugatra Weyer (Felső-Ausztria), északra Gaflenz (Felső-Ausztria).

## Története
Hollensteint (mint Holnstein) 1160-ban említik először és a freisingi apátság waidhofeni uradalmához tartozott (egészen 1803-ig, az apátság felszámolásáig). 1160-ban már említett temploma 1258-ban plébániatemplommá lépett elő. Jelentősebb település csak a 15. században jött létre a vasfeldolgozó ipar fejlődésének jóvoltából; ám ekkor is csak kb. 20 házból állt. A lakosság elsősorban a stájer vasércet feldolgozó hámorokban dolgozott. 1754-ben gátat építettek a folyón, hogy a környező hegyekben kitermelt fát le tudják úsztatni az Ybbsen a Dunáig. A 19. század végén az intenzív vasércfeldolgozás miatt a helyi termelés versenyképtelenné vált és faipari üzemek, fűrészmalmok és papírgyár kezdte meg működését a faluban. 
A második világháború végén a község területén magyar zsidó kényszermunkásokat dolgoztattak útépítéseknél, fakitermelésben, mezőgazdasági munkákban.

## Lakosság
A Hollenstein an der Ybbs-i önkormányzat területén 2022 januárjában 1692 fő élt. A lakosságszám 1869-ben még 2477 főt tett ki, 1961 óta folyamatosan csökkenő tendenciát mutat. 2020-ban az ittlakók 94,5%-a volt osztrák állampolgár; a külföldiek közül 1,3% a régi (2004 előtti), 3,4% az új EU-tagállamokból érkezett. 0,2% az egykori Jugoszlávia (Szlovénia és Horvátország nélkül) vagy Törökország, 0,6% egyéb országok polgára volt. 2001-ben a lakosok 92,9%-a római katolikusnak, 1,4% evangélikusnak, 3,7% pedig felekezeten kívülinek vallotta magát. Ugyanekkor 2 magyar élt a községben; a legnagyobb nemzetiségi csoportot a németek (98,3%) mellett a horvátok alkották 0,5%-kal.
A népesség változása:

| 2016 | 1 692 |
| 2018 | 1 706 |

## Látnivalók
- a hohenleheni kastély
- a Keresztelő Szt. János és Szt. Miklós-plébániatemplom
- a kálváriahegyi kápolna
- a régi vízimalom
- a község területén fekszik az Alsó-ausztriai Eisenwurzen natúrpark

## Fordítás
- Ez a szócikk részben vagy egészben  a   Hollenstein an der Ybbs című német Wikipédia-szócikk ezen változatának fordításán alapul.  Az eredeti cikk szerkesztőit annak laptörténete sorolja fel. Ez a jelzés csupán a megfogalmazás eredetét és a szerzői jogokat jelzi, nem szolgál a cikkben szereplő információk forrásmegjelöléseként.